# كارلوتا أيوب
كارلوتا أيوب (1924 أو 11 نوفمبر 1925 - 28 مايو 2021) كانت ناشطة أرجنتينيًة في مجال حقوق الإنسان. شاركت في تأسيس جمعية جدات بلازا دي مايو ولجنة التضامن مع أقارب المختفين في الأرجنتين.
توفيت أيوب في المسنو يوم 28 مايو 2021 عن عمر يناهز 96 عامًا.